# 碧土县
碧土县是原中華人民共和國西藏自治區昌都地區的一個縣。1983年10月8日，国务院国函字[1983]212号文件批准以左贡、察隅二县的部分行政区成立此縣，县人民政府拟驻於碧土公社。但实际上一直没有成立。1999年9月21日民政部民发[1999]54号文件批准撤消该县。郵政區號：854900。